# Département du milieu
Le département du milieu (en anglais: Middle Department) est un district militaire administratif créé par le département à la Guerre de États-Unis, au début de la guerre de Sécession pour administrer les troupes dans les États du milieu de l'Atlantique.

## Historique
Le département est créé le 22 mars 1862 par le bureau de l'adjudant général à Washington, D.C.. Il combine toutes les troupes fédérales dans les États du New Jersey, du Delaware, de la Pennsylvanie et des comtés d'Anne Arundel, de Baltimore, de Cecil, et d'Harford dans le Maryland, avec ses quartiers généraux à Baltimore, dans le Maryland. Le major général John A. Dix est désigné comme son premier commandant.
Le département du milieu est dissout le 22 juillet 1862, quand il est rebaptisé VIIIe corps. Bien que n'étant plus un organisme officiel, la désignation de département du milieu continue à être utilisée en référence au VIIIe corps et à l'administration générale du district qu'il comprenait à l'origine.

## Commandants
- Major général John A. Dix - du 22 mars 1862 au  9 juin 1862
- Major général John E. Wool - du 9 juin 1862 au 22 juillet 1862